# Szegerdő
Szegerdő község Somogy vármegyében, a Marcali járásban.

## Fekvése
A falu Somogy vármegye északnyugati részén fekszik. A közvetlenül határos települések: észak felől Tikos, északkelet felől Hollád, délkelet felől Somogysámson, délnyugat felől Sávoly, nyugat felől Főnyed, északnyugat felől pedig Vörs.
Legfontosabb megközelítési útvonala a 7-es főút, mely a lakott területeit ugyan nem érinti, de áthalad a déli külterületei között. Központja közúton csak a főúttól idáig húzódó 75 105-ös számú mellékúton érhető el. Közigazgatási határa mentén elhalad a Szenyér-Hollád közti 6803-as út is, de lakott területeit az nem érinti, valamint az M7-es autópálya, amelynek úgyszintén nincs itt csomópontja.

## Története
Szegerdő Magyarország egyik legfiatalabb települése. A Kéthelyhez tartozó Szegerdőtelep csak 1925-ben jött létre, amikor a sáripusztai Hunyady család itteni birtokain, egy erdőirtáson adott házhelyeket és egy–másfél hektár területű földeket cselédeinek. A község hivatalosan 1947-ben alakult meg, ekkor jött létre általános iskolája is, ami azóta már elvesztette önállóságát.
Szegerdő tanácsa 1969. július 1-ével egyesült Sávolyéval, és csak 1990-ben lett újra önálló település. A körjegyzőség székhelye azonban ma is Sávolyon található. A helyi termelőszövetkezet 1959-ben alakult, de 1963 elején az is összeolvadt a sávolyival, ami 1993-ban szűnt meg.
A 21. század elejére a valamivel több mint 100 ház csaknem mindegyikébe bevezették a vezetékes vizet és a gázt.

## Közélete

### Polgármesterei
- 1990–1994: Tóth János (független)[4]
- 1994–1998: Tóth János (független)[5]
- 1998–2002: Tóth János (független)[6]
- 2002–2006: Tóth János (független)[7]
- 2006–2010: Horváth János Istvánné (független)[8]
- 2010–2014: Horváth János Istvánné (független)[9]
- 2014–2019: Tóth János (független)[10]
- 2019–2024: Bombai László (független)[11]
- 2024– : Bombai László (független)[1]

## Népesség
A település népességének változása:
| Lakosok száma | 215  | 209  | 219  | 202  | 208  | 200  | 208  |
|               | 2013 | 2014 | 2015 | 2021 | 2022 | 2023 | 2024 |

A 2011-es népszámlálás során a lakosok 98,1%-a magyarnak, 33,3% cigánynak, 2,9% németnek mondta magát (a kettős identitások miatt a végösszeg nagyobb lehet 100%-nál). A vallási megoszlás a következő volt: római katolikus 93,8%, református 0,5% (5,7% nem nyilatkozott).
2022-ben a lakosság 88,9%-a vallotta magát magyarnak, 6,3% cigánynak, 2,4% németnek, 0,5% egyéb, nem hazai nemzetiségűnek (8,2% nem nyilatkozott; a kettős identitások miatt a végösszeg nagyobb lehet 100%-nál). Vallásuk szerint 52,4% volt római katolikus, 1% református, 2,4% egyéb keresztény, 1,4% egyéb katolikus, 5,3% felekezeten kívüli (37,5% nem válaszolt).

## Nevezetességei
A településről keskeny aszfaltút vezet a Kis-Balaton irányába, ahol egy madármegfigyelő kunyhó áll.